# Rayon de convergence
Le rayon de convergence d'une série entière est le nombre réel positif ou +∞ égal à la borne supérieure de l'ensemble des modules des nombres complexes où la série converge (au sens classique de la convergence simple):

## Propriétés
Si R est le rayon de convergence d'une série entière, alors la série est absolument convergente sur le disque ouvert D(0, R) de centre 0 et de rayon R. Ce disque est appelé disque de convergence. Cette convergence absolue entraine ce qui est parfois qualifié de convergence inconditionnelle : la valeur de la somme en tout point de ce disque ne dépend pas de l'ordre des termes. Par exemple, on a :
- {\displaystyle \sum _{n=0}^{\infty }{a_{n}z^{n}}=\sum _{n=0}^{\infty }a_{2n}z^{2n}+\sum _{n=0}^{\infty }a_{2n+1}z^{2n+1}} ;
- {\displaystyle \sum _{n=0}^{\infty }\sum _{k=0}^{\infty }{a_{n}b_{k}z^{n+k}}=\left(\sum _{n=0}^{\infty }a_{n}z^{n}\right)\left(\sum _{k=0}^{\infty }b_{k}z^{k}\right)\ \ \forall |z|<\min(R_{1},R_{2})}, où {\displaystyle R_{1}} et {\displaystyle R_{2}} sont les rayons de convergence des deux séries entières (voir Produit de Cauchy).

Si la série entière {\displaystyle \sum _{n=0}^{\infty }{a_{n}z^{n}}} a pour rayon de convergence R, alors :
- la convergence est même normale (donc uniforme) sur tout compact inclus dans D(0, R) ;
- pour tout complexe z  tel que  |z| > R, la série diverge grossièrement ;
- pour tout complexe z  tel que |z| = R, la série peut soit diverger, soit converger ;
- l'inverse du rayon R est donné par le théorème de Cauchy-Hadamard : {\displaystyle {\frac {1}{R}}=\limsup _{n\to \infty }{\sqrt[{n}]{|a_{n}|}}\leq \limsup _{n\to \infty }\left|{\frac {a_{n+1}}{a_{n}}}\right|}, où lim sup désigne la limite supérieure ;
- si R est non nul, alors la somme f de la série entière est une fonction holomorphe sur D(0, R), où l'on a {\displaystyle f^{(k)}(z)=\sum _{n=k}^{\infty }{\frac {n!}{(n-k)!}}a_{n}z^{n-k}} ;
- si le rayon R est infini, alors la série entière est appelée fonction entière.